# 市田則孝
市田 則孝（いちだ のりたか、1946年（昭和26年）7月1日 - ）は、日本の自然保護活動家である。

## 経歴・人物
東京都の生まれ。東京水産大学（現在の東京海洋大学）卒業後、山階鳥類研究所に勤務する。1970年（昭和45年）に横山理子らと共に「多摩川の自然を守る会」の創設者の一員となり、多摩川内における自然保護区の設置に携わった。
後に国内のみ限らず、東南アジアの諸国と連携して野鳥の保護協力やペルシア湾岸における環境の復元調査にも携わる。その後は日本野鳥の会の会員も務め、1975年（昭和50年）に同会の事務局長を務めた。1984年（昭和59年）には常務理事に昇格し、後にバードライフ・インターナショナルの初代アジア代表としても活動した。

## メディア出演
- ウォッチング（NHK）
  - 1985年5月8日 タモリの野鳥図鑑 －うた声編－
  - 1985年5月15日 タモリの野鳥図鑑 －しぐさ編－
  - 1985年5月22日 タモリの野鳥図鑑 －住みか編－